# Epiphragma (Epiphragma) septuosum
Epiphragma (Epiphragma) septuosum is een tweevleugelige uit de familie steltmuggen (Limoniidae). De soort komt voor in het Neotropisch gebied.